# Ulster Cricket Ground
L'Ulster Cricket Ground a Ballynafeigh Park fou un recinte esportiu a Ballynafeigh, Belfast.
Va ser inaugurat el 1879 i va ser la seu del club de criquet Ulster Cricket Club i del club de futbol Ulster Football Club. Durant la dècada de 1880, també va acollir diverses finals de la Copa irlandesa de futbol i diversos partits internacionals de la selecció d'Irlanda. També va acollir partits internacionals de rugbi a 15. Avui en dia el terreny forma part del recinte Ulidia Playing Fields, propietat de l'Ajuntament de Belfast i utilitzat per equips com Rosario Youth Club FC i Ballynafeigh Breda Star FC.